# Fiat 2401
Le FIAT 2401 est un modèle de trolleybus conçu et fabriqué par le constructeur italien FIAT Bus en Italie et mis en service à partir de 1953. Il repose sur le châssis de l'autobus FIAT 401 rallongé de 50 cm, le premier autobus urbain disposant d'un châssis spécifique non dérivé de celui d'un camion.

## Histoire
Pour remplacer le trolleybus FIAT 668 F de 1950, dérivé de l'autobus diesel FIAT 666 RN, dont la longueur était limitée administrativement à 10,0 mètres, (le code italien de l'époque imposait un 3e essieu au delà de 10,0 m), avec le nouveau code de la route, FIAT lance un nouveau modèle révolutionnaire qui ne reprend pas, comme tous les constructeurs en Europe, un châssis de camion modifié mais un châssis spécifiquement étudié et fabriqué pour un autobus urbain, avec un plancher abaissé.
Le premier exemplaire du FIAT 2401 a été un véhicule expérimental équipé d'un moteur et d'équipements électriques OCREN. Tous les équipements électriques pouvaient être inspectés en soulevant simplement la calandre du véhicule. Le FIAT 2401 CaNSA a été présenté en 1953 à Naples lors de la livraison des 20 trolleybus FIAT 668F Aerfer destinés à l'ATAN, la régie des transports urbains de Naples, qui avaient les mêmes caractéristiques techniques. Le nouveau FIAT 2401 fut testé par de nombreux autres réseaux, notamment Bergame et Bologne avant d'être acheté, en 1965, par l'SFI d'Avellino. Ce véhicule prototype n'a pas été vraiment apprécié des conducteurs en raison de l'absence de direction assistée, et fut très vite abandonné, au début des années 1970.
Prenant en compte les critiques émises lors du passage du prototype en test dans les différentes villes italiennes, FIAT Bus lance, en 1953, la version définitive du trolleybus 2401, avec direction assistée et plusieurs améliorations de confort. Sur les 78 exemplaires commercialisés en Italie, 69 ont reçu une carrosserie standard Cansa, 7 une caisse signée Garavini, 1 une caisse SCALL et 1 une caisse Borsani. 
À partir de 1953, plusieurs régies municipales de villes italiennes ont acheté le trolleybus FIAT 2401 dans sa version définitive, :
- 1953 - l'ATCM Modena, la régie des transports urbains de Modène, achète 2 exemplaires du FIAT 2401 CaNSA, avec un moteur et des équipements électriques Marelli,
- 1953 - l'ATM Torino, la régie municipale des transports urbains de Turin achète 12 exemplaires du FIAT 2401 CaNSA livrés en 1953 et 1954, destinés à remplacer des modèles vétustes d'avant-guerre, avec des moteurs et équipements électriques CGE. Ils ont été progressivement retirés du service après 1978,
- 1953 - la ville de Parme inaugure son réseau de trolleybus TEP avec la mise en service de 15 FIAT 2401 CaNSA avec un moteur et un équipement électrique Tecnomasio. Constatant la grande fiabilité du véhicule et de sa motorisation, ainsi que l'engouement des citoyens pour ce nouveau type de transport, en 1956, la régie de Parme achète un exemplaire supplémentaire. Ces trolleybus ont été radiés entre 1985 et 1986. Le véhicule immatriculé 014 a été préservé et cédé au Musée National des Transports,
- 1954 - la régie des transports STEL de San Remo achète 6 exemplaires du FIAT 2401 CaNSA CGE pour remplacer les véhicules datant d'avant-guerre, Exceptionnellement, ces trolleybus ne respecteront pas les couleurs réglementaires en vigueur en Italie, le vert bi-ton, mais circuleront dans une livrée blanc-bleu. 3 exemplaires ont été équipés dans une configuration « suburbaine » et les 3 autres en configuration « interurbaine » classique à San Remo. Ces trolleybus ont été quasiment toujours affectés à la ligne vers Vintimille. Hormis la voiture 52, accidentée et radiée en 1968, les 5 autres sont restées en service jusqu'en 1983,
- 1954 - 5 FIAT 2401 CaNSA CGE sont livrés à Rimini pour la ligne Rimini-Riccione. Ils ont été radiés en 1978,
- 1955 - 17 FIAT 2401 sont livrés à l'ATC de Bologne, 5 exemplaires FIAT 2401 Marelli carrossés par Garavini, 2 exemplaires sont dotés de moteur et équipement électrique CGE et les 10 autres sont dotés d'équipements électriques CGE mais dans une carrosserie Fiat CaNSA,
- 1956 - l'ATMA d'Ancône achète 5 trolleybus FIAT 2401 CaNSA avec des équipements électriques Tecnomasio. Ils ont été radiés après plus de 30 ans de service.

10 exemplaires du trolleybus FIAT 2401 ont été construits avec quelques modifications :
- 1957 - l'ARFEA (it) d'Alessandria a acheté 2 exemplaires qu'elle a fait carrosser, l'un par SCALL et l'autre par Borsani. Les 2 véhicules ont été équipés de moteurs et matériel électrique Marelli. Les différences concernaient la face avant et les vitrages de l'arrière non arrondis aux angles. De tous les trolleybus FIAT 2401, ce sont ceux qui sont restés le moins longtemps en service, non pas par manque de fiabilité mais simplement à cause de l'arrêt du réseau de trolleybus de la ville qui, a cherché à les vendre mais, avec le fort déclin des réseaux de trolleybus et la transition vers la traction thermique diesel, ils ont été détruits.
- 1958 - la FAA - Ferrovia Adriatico Appennino (it), décide de remplacer - un cas unique en Italie - le chemin de fer de Fermo à Porto San Giorgio par une liaison  de trolleybus, construit sous une tension de 1 200 V pour permettre aux véhicules de voyager plus rapidement, notamment dans les sections en montée. Pour inaugurer ce nouveau réseau, 6 exemplaires FIAT 2401 CaNSA ont été construits avec des matériels électriques Tecnomasio, qui constitueront les seuls matériels utilisés sur la ligne jusqu'à sa fermeture en 1977. La face avant de ces exemplaires a reçu celle du FIAT 2411 dont la production venait de débuter.

En 1958, FIAT Bus arrête la production de l'autobus FIAT 401 Diesel. Mais, en 1960, à la demande expresse de l'AEM de Crémone, l'usine relance la production de deux derniers trolleybus de la série FIAT 2401 CaNSA. L'AEM de Crémone ne pouvait pas utiliser des véhicules d'une longueur supérieure à 10 400 mm or, le nouveau FIAT 2411, en cours de fabrication, mesurait 11,0 mètres. Les deux trolleybus ont été dotés d'un équipement électrique Tecnomasio. Dans la réalité, ces véhicules paraissent des modèles 2411 raccourcis, héritant de leur face avant. Très robustes et fiables, ils ont été radiés en 1977.

## Caractéristiques
Ce trolleybus a une longueur totale de 10,50 mètres et comporte, comme cela a été de règle en Italie jusqu'en 1975, le volant à droite bien que la conduite soit à droite. Équipé de 2 portes latérales, il est fabriqué par la division Bus du groupe FIAT SpA et livré aux utilisateurs dans la teinte normalisée de l'époque, vert bi-ton. Il a été carrossé par les spécialistes CaNSA ou Garavini, avec un équipement de propulsion électrique italien au choix du client : Compagnia Generale di Elettricità (CGE), Marelli ou Tecnomasio.
Le FIAT 2401 CaNSA a été l'un des trolleybus les plus diffusés en Italie et a été exporté vers le Brésil, le Mexique et l'Asie dont le nombre, conformément à la tradition du groupe Fiat, est inconnu. Concurrent local des modèles Alfa Romeo et Lancia, il a connu une très importante diffusion. Les plus récents n'ont été radiés du service actif qu'en 1987.
L'évolution du modèle, le FIAT 2411, commercialisé à partir de 1955, n'a pas connu le même grand succès en raison de l'amorce du déclin des réseaux de trolleybus et la transition progressive vers la traction thermique diesel.

## Conservation historique
La TEP - Société des transports urbains de Parme, a conservé la voiture n° 014 de sa flotte, l'a donnée au Musée national des Transports de La Spezia où elle a été restaurée et est revenue à Parme pour y être exposée.